# Garrett Hardin
Garrett Hardin (ur. 21 kwietnia 1915 - zm. 14 września 2003) – amerykański ekolog; najbardziej znany z ukucia w 1968 roku pojęcia "tragedia wspólnego pastwiska" (ang. The Tragedy of the Commons). Autor wielu książek i artykułów. Doktor mikrobiologii Uniwersytetu Stanforda.
Poprzez metaforę tragedii pastwisk - gdzie bydło wyniszcza wspólne pastwiska - Hardin argumentował, że Ziemia jest zagrożona podobnym problemem - wszędzie tam, gdzie wspólne zasoby są atrakcyjne, ludzie eksploatują je nadmiernie, prowadząc do ich zużycia i zniszczenia.
Zwolennik eutanazji i prawa do samobójstwa, popełnił samobójstwo w wieku 88 lat wraz ze swoją żoną.

## Linki
- (ang.) The Garrett Hardin Society
- (ang.) The Tragedy of the Commons
- (pl.) Garrett Hardin - sylwetka postaci